# Hatschekia harkema
Hatschekia harkema is een eenoogkreeftjessoort uit de familie van de Hatschekiidae. De wetenschappelijke naam van de soort is voor het eerst geldig gepubliceerd in 1948 door Pearse.